# ليون باركر
ليون باركر (بالإنجليزية: Leon Parker)‏ هو عازف جاز أمريكي، ولد في 21 أغسطس 1965 في وايت بلينس في الولايات المتحدة.

## وصلات خارجية
- ليون باركر على موقع IMDb (الإنجليزية)
- ليون باركر على موقع ميوزك برينز (الإنجليزية)
- ليون باركر على موقع أول ميوزيك (الإنجليزية)
- ليون باركر على موقع ديسكوغز (الإنجليزية)